# Ганн, Брин
Брин Ганн (англ. Brynley Charles Gunn; род. 21 августа 1958, Кеттеринг) — английский футболист, защитник. Наиболее известен своими выступлениями за «Ноттингем Форест», с которым он выиграл Кубок европейских чемпионов в 1980 году. Также играл за такие клубы, как «Питерборо Юнайтед», «Честерфилд (футбольный клуб)» и другие.

## Биография
Брин Ганн родился 21 августа 1958 года в Кеттеринге, Англия. Свою профессиональную карьеру он начал в 1975 году в клубе «Ноттингем Форест», где провёл 11 сезонов. В составе «Форест» он выиграл Кубок европейских чемпионов в 1980 году, выйдя на замену в финале против «Гамбурга». Этот матч стал одним из самых запоминающихся в его карьере, несмотря на то, что он провёл на поле всего шесть минут.
В 1978 году Ганн был отдан в аренду в австралийский клуб «Истерн Сабербс», а в 1985 году — в английские клубы «Шрусбери Таун», «Уолсолл» и «Мансфилд Таун». В 1986 году он перешёл в «Питерборо Юнайтед», где стал ключевым игроком, проведя 131 матч и забив 14 голов. В 1989 году Ганн присоединился к «Честерфилд (футбольный клуб)», где завершил свою профессиональную карьеру в 1992 году.
После завершения карьеры в профессиональном футболе Ганн играл за любительский клуб «Арнолд Таун» до 1996 года.

## Личная жизнь
Дочь Брина Ганна, Дженни Ганн, стала известной крикетчицей, выступая за сборную Англии и участвуя в победе в Кубке Ашес в 2005 году.